# Menthorpe cum Bowthorpe
Menthorpe cum Bowthorpe var en civil parish från 1866 till 1935 då den blev en del av North Duffield, i grevskapet East Riding of Yorkshire (nu North Yorkshire), i England. Civil parish var belägen 9 km från Selby och hade 69 invånare år 1931.